# Келлі Кретшмен
Келлі Кретшмен  (англ. Kelly Kretschman, 26 серпня 1979) — американська софтболістка, олімпійська чемпіонка.

## Виступи на Олімпіадах
| Олімпіада  | Дисципліна | Місце |
| ---------- | ---------- | ----- |
| Афіни 2004 | софтбол    | 1     |
| Пекін 2008 | софтбол    | 2     |